# Forte San Cristóbal
Il forte San Cristóbal, conosciuto anche come castello di San Cristóbal (in spagnolo: castillo de San Cristóbal), è una fortezza del XVIII secolo situata circa a metà della costa settentrionale dell'isoletta di San Juan, laddove sorge la Vecchia San Juan, a Porto Rico.
Risalente agli ampliamenti difensivi in seguito agli attacchi degli inglesi nel 1598 e degli olandesi nel 1625, fu costruita per la prima volta nel 1634 come Caballero de San Miguel (San Michele Cavaliere) e Garita del Diablo ("garitta del diavolo"). Nel corso dei successivi 150 anni, soprattutto durante il regno di re Carlo III di Spagna, continuò ad essere sviluppato in un forte bastione con rivellini esterni e batterie per raggiungere la sua massima dimensione nel 1783. Con i suoi 109.000 m2 risulta essere la più grande fortificazione costruita dagli spagnoli nel Nuovo Mondo.
L'edificio a tre livelli si erge su una collina sulla costa settentrionale dell'isolotto di San Juan, a guardia dell'ingresso terrestre della vecchia San Juan. Insieme a El Morro, La Fortaleza e altri forti che facevano parte delle mura della vecchia San Juan, proteggeva strategicamente e militarmente Porto Rico, o La Llave de las Indias ("La chiave delle Indie"), dall'invasione delle potenze mondiali durante l'Età della Vela.
Dal 1983 fa parte della lista dei patrimoni dell'umanità dell'UNESCO.

## Storia

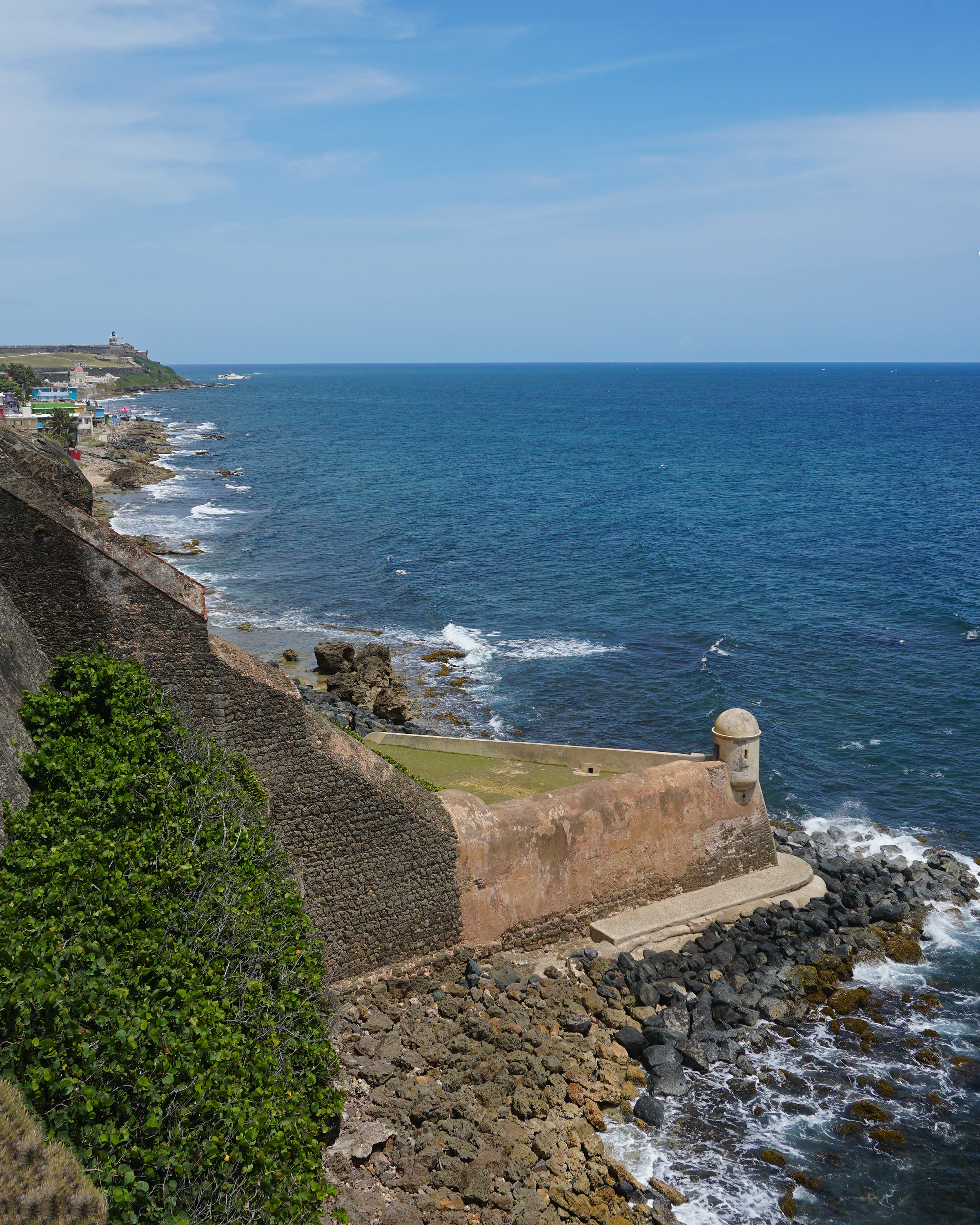
La Garita del Diablo vicina all'Oceano Atlantico

Il Castillo San Cristóbal fu costruito su una collina originariamente conosciuta come Cerro de la Horca ("Collina del patibolo") o Cerro del Quemadero ("Collina del bruciatore"), cambiato in Cerro de San Cristóbal in onore di San Cristoforo, il patrono dei viaggiatori. Gli ingressi della fortezza erano protetti da due porte e ponti levatoi in quella che veniva chiamata la Revellín de Santiago ("San Giacomo Rivellino") e la Bastión de Santiago ("Bastione di San Giacomo"). Dopo quasi cento anni di relativa pace nella zona, questa parte della fortificazione (circa un terzo) fu demolita nel 1897 per facilitare il flusso del traffico dentro e fuori la città murata.

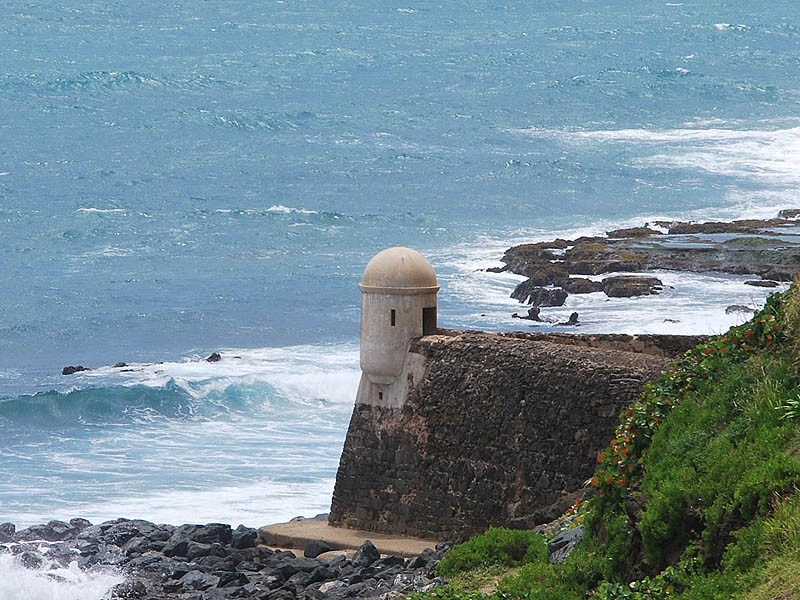
La Garita del Diablo vista da un altro lato

Nel 1634 era stata costruita la prima struttura difensiva della zona, il Fortín del Espigón ("forte frangiflutti") o la Garita del Diablo ("garitta del diavolo"). Nel 1765, San Cristóbal fu conformato da un corno circondato da un fossato asciutto, che dava continuità alle mura della città; nel punto più alto c'era una piattaforma di artiglieria, o Caballero de San Miguel ("Cavaliere di San Michele"), per la postazione dei cannoni. San Cristóbal deriva il suo nome dalla collina su cui furono costruite le principali difese contro l'invasione della città via terra, sebbene difendesse anche la costa settentrionale. Quando l'opera fu completata, divenne la più estesa fortificazione spagnola di tutte le Americhe.

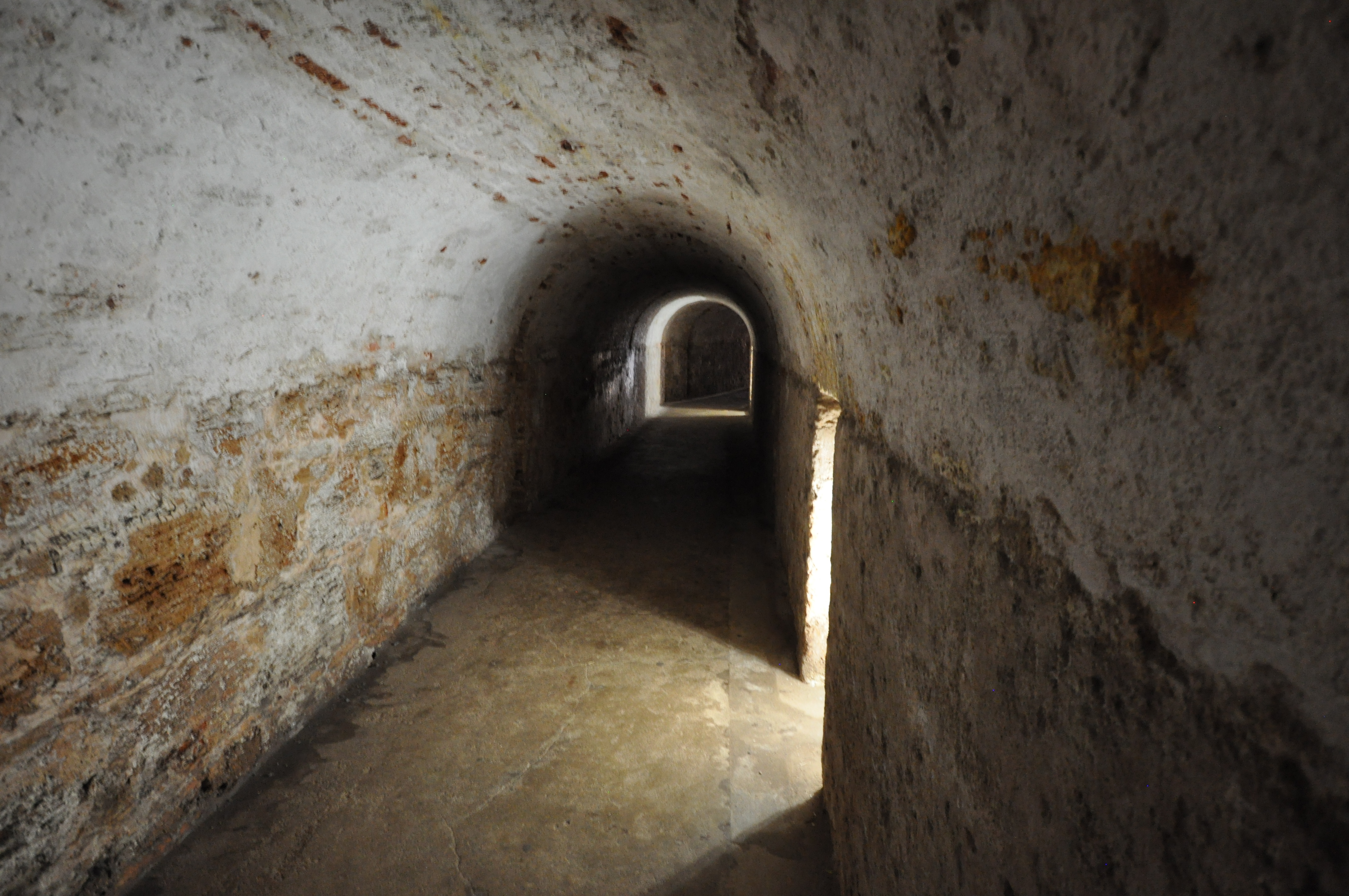
Passaggio a tunnel che collega le diverse sezioni della fortezza

Carlo III di Spagna salì al trono spagnolo nel 1759 e nel 1764 ordinò al feldmaresciallo Alexander O'Reilly e agli ingegneri, il colonnello Tomás O'Daly e Juan Francisco Mestre, di fare dell'isola una roccaforte, una difesa di prim'ordine. I piani prevedevano una guerra con l'Inghilterra, conflitto che sembrava inevitabile. L'ordine del re coincise con l'assedio temporaneo dell'Avana da parte degli inglesi. Come risultato delle riforme di O'Reily, furono costruiti il Revellín de San Carlos ("San Carlo Rivellino") e la controguardia di La Trinidad ("La Trinità"). Più a est, furono costruiti un forte chiamato El Abanico ("Il Ventaglio") e una batteria che domina il mare, La Princesa ("La Principessa"). Nel 1788, anno della morte del re, le riforme erano complete. Le difese dimostrarono la loro efficacia poiché nel 1797 contribuirono a respingere l'invasione di settemila soldati inglesi comandati dal generale britannico Ralph Abercromby.

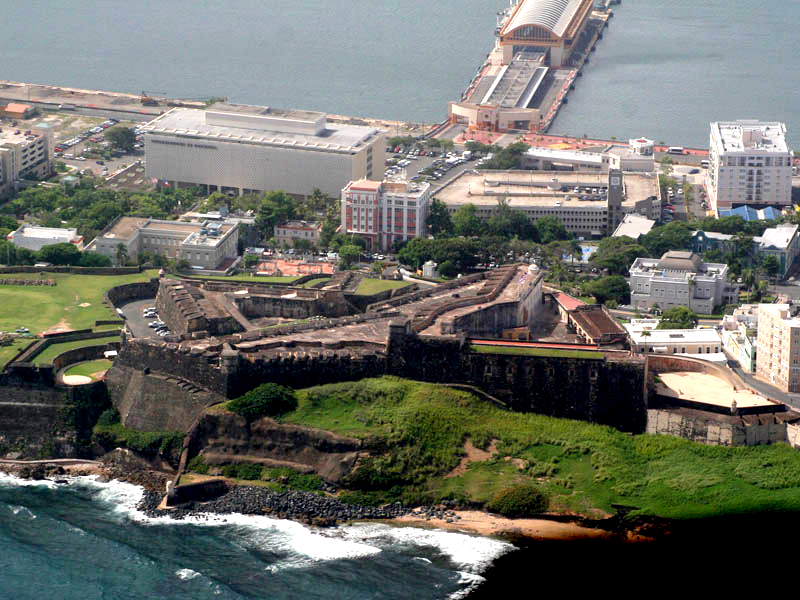
Veduta aerea della fortificazione principale di San Cristóbal, escluso il glacis o spianata a est, dove si trovano altre parti della fortezza.

I suoi uomini furono fermati al Fortín de San Gerónimo de Boquerón, a un chilometro e mezzo da San Cristóbal. Nel 1824, María de las Mercedes Barbudo, la prima donna portoricana a diventare una strenua sostenitrice dell'indipendenza dell'isola, voleva scatenare una rivolta insieme al governo venezuelano, guidato da Simón Bolívar. Fu tenuta prigioniera nel forte in attesa del suo esilio a Cuba.
Nel 1855 scoppiò un ammutinamento nel forte prendendo di mira la corona spagnola. Il panico scoppiò quando i cannoni furono girati e puntati sulla città. Nel 1897, una parte delle mura della fortezza fu fatta saltare in aria per fare spazio all'ulteriore sviluppo del porto di San Juan.

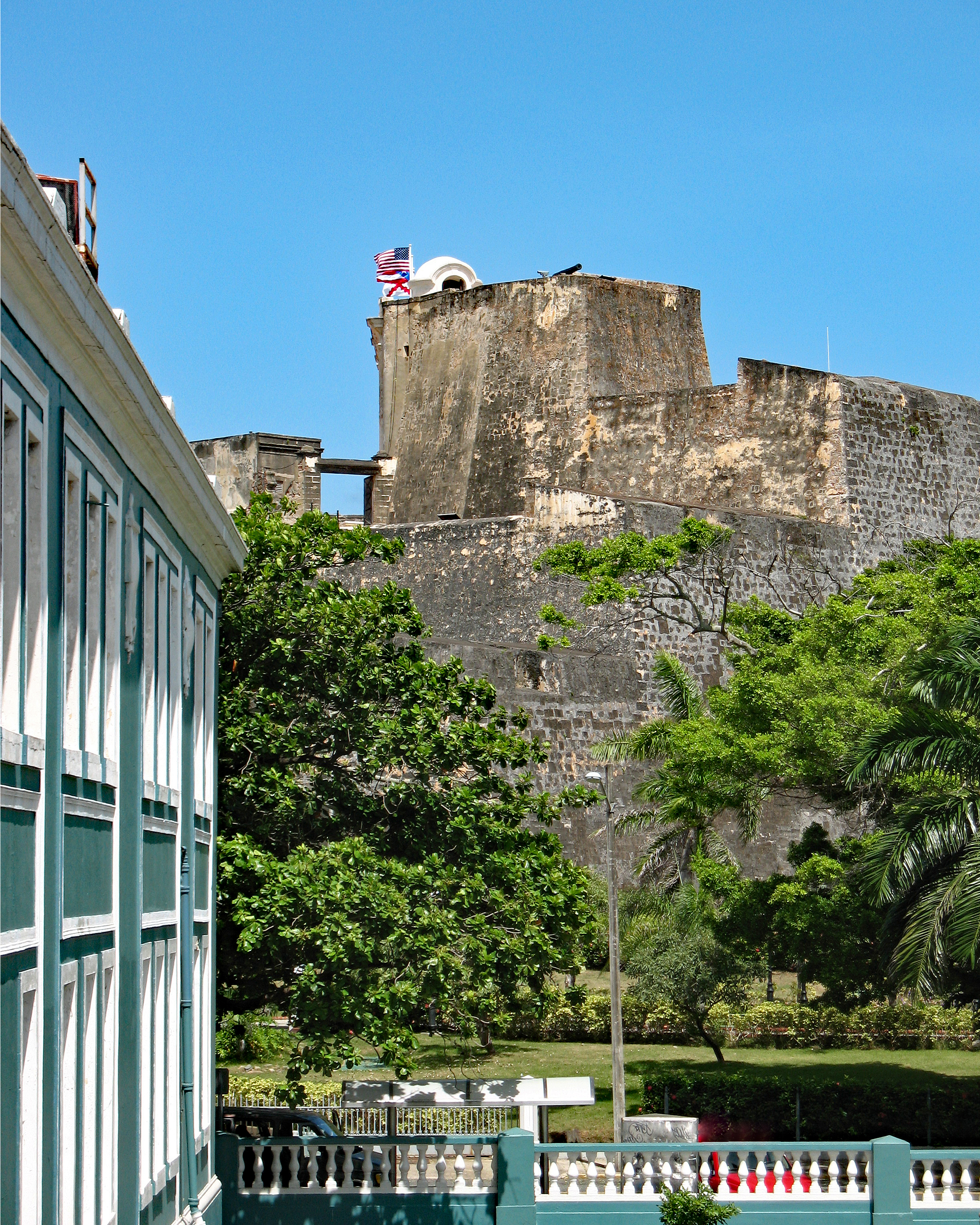
Vecchia San Juan, il bastione di San Cristobal.

Nel 1898, la struttura fu bombardata dalla Marina degli Stati Uniti durante la guerra ispano-americana. L'Ammiraglio William T. Sampson decise comunque di non tentare lo sbarco. Due mesi dopo, un'altra invasione americana ebbe luogo sotto la guida del generale Nelson A. Miles. Durante la sua avanzata su San Juan, fu concordato un cessate il fuoco e l'attacco non fu proseguito. Il 10 dicembre 1898 fu firmato il Trattato di Parigi, che pose ufficialmente fine alla guerra e mise Porto Rico in mani americane.
Durante la seconda guerra mondiale, furono costruiti alcuni bunker in cemento. Ci sono due torri di osservazione sul lato del mare e un bunker più grande è stato costruito nel fossato asciutto tra il forte e il rivellino San Carlos che ora funge da area di accoglienza per i visitatori del forte. Nel 1961, il forte fu trasferito al National Park Service.
Il Castillo San Cristóbal contiene anche cinque cisterne che sono state utilizzate per la conservazione dell'acqua durante l'epoca della Colonia Spagnola. Sono estremamente grandi e sono stati utilizzati come rifugi antiaerei durante la seconda guerra mondiale.